# The Kennedys (miniserie)
The Kennedys is een Emmy-winnende Canadees-Amerikaanse tv-miniserie die het leven van de familie Kennedy laat zien, inclusief de belangrijkste triomfen en tragedies die de familie heeft meegemaakt.
In de serie spelen Greg Kinnear, Katie Holmes, Barry Pepper, Tom Wilkinson e.a. Hij werd geregisseerd door Jon Cassar. De serie ging in première in de Verenigde Staten in april 2011 op ReelzChannel en History television in Canada.

## Rolverdeling
- Greg Kinnear als John F. Kennedy
- Katie Holmes als Jacqueline Kennedy
- Barry Pepper als Robert F. Kennedy
- Tom Wilkinson als Joseph P. Kennedy
- Chris Diamantopoulos als Frank Sinatra
- Charlotte Sullivan als Marilyn Monroe
- Diana Hardcastle als Rose Kennedy
- Kristin Booth als Ethel Kennedy
- Serge Houde als Sam Giancana
- Enrico Colantoni als J. Edgar Hoover
- Don Allison als Lyndon B. Johnson
- Rothaford Gray als Abraham Bolden
- Gabriel Hogan als Joseph P. Kennedy jr.

## Afleveringen
| # | Titel                                                          | Geregisseerd door | Geschreven door | uitzenddatum  |
| - | -------------------------------------------------------------- | ----------------- | --------------- | ------------- |
| 1 | "A Father's Great Expectations"                                | Jon Cassar        | Stephen Kronish | 3 april 2011  |
| 2 | "Shared Victories, Private Struggles"                          | Jon Cassar        | Stephen Kronish | 3 april 2011  |
| 3 | "Failed Invasion, Failed Fidelity"                             | Jon Cassar        | Stephen Kronish | 5 april 2011  |
| 4 | "Broken Promises and Deadly Barriers"                          | Jon Cassar        | Stephen Kronish | 6 april 2011  |
| 5 | "Moral Issues and Inner Turmoil"                               | Jon Cassar        | Stephen Kronish | 7 april 2011  |
| 6 | "On the Brink of War"                                          | Jon Cassar        | Stephen Kronish | 8 april 2011  |
| 7 | "The Countdown to Tragedy"                                     | Jon Cassar        | Stephen Kronish | 10 april 2011 |
| 8 | "The Aftermath: A Family's Curse of Misfortune and Heartbreak" | Jon Cassar        | Stephen Kronish | 10 april 2011 |